# Campeonato Mundial de Snowboard de 2019 - Halfpipe feminino
A prova do Halfpipe feminino do Campeonato Mundial de Snowboard de 2019 ocorreu entre os dias 6 e 8 de fevereiro na cidade de  Park City,  em Utah, nos Estados Unidos. 

## Medalhistas
| Ouro            | Prata             | Bronze              |
| Chloe Kim (USA) | Cai Xuetong (CHN) | Maddie Mastro (USA) |

## Resultados

### Qualificação
Um total de 19 snowboarders participaram da competição.  A prova ocorreu dia 6 de fevereiro com inicio  às 14:00.  As 8 melhores avançaram para a final.
| Colocação | Bib | Nome              | Nacionalidade  | Descida 1   | Descida 2   | Melhor      | Notas       |
| --------- | --- | ----------------- | -------------- | ----------- | ----------- | ----------- | ----------- |
| 1         | 1   | Chloe Kim         | Estados Unidos | 85.50       | 90.50       | 90.50       | Q           |
| 2         | 5   | Arielle Gold      | Estados Unidos | 86.50       | 7.50        | 86.50       | Q           |
| 3         | 4   | Cai Xuetong       | China          | 79.50       | 85.75       | 85.75       | Q           |
| 4         | 10  | Verena Rohrer     | Suíça          | 24.50       | 81.25       | 81.25       | Q           |
| 5         | 2   | Maddie Mastro     | Estados Unidos | 19.00       | 77.50       | 77.50       | Q           |
| 6         | 3   | Queralt Castellet | Espanha        | 72.75       | 75.25       | 75.25       | Q           |
| 7         | 6   | Kurumi Imai       | Japão          | 73.50       | 76.50       | 73.50       | Q           |
| 8         | 11  | Elizabeth Hosking | Canadá         | 61.25       | 71.75       | 71.75       | Q           |
| 9         | 15  | Mirabelle Thovex  | França         | 67.00       | 64.25       | 67.00       |             |
| 10        | 12  | Qiu Leng          | China          | 63.50       | 16.00       | 63.50       |             |
| 11        | 9   | Tessa Maud        | Estados Unidos | 63.00       | 54.00       | 63.00       |             |
| 12        | 14  | Wu Shaotong       | China          | 9.50        | 59.50       | 59.50       |             |
| 13        | 19  | Wang Jingjing     | China          | 55.25       | 55.50       | 55.50       |             |
| 14        | 8   | Oe Hikaru         | Japão          | 51.75       | 17.75       | 51.75       |             |
| 15        | 18  | Šárka Pančochová  | Chéquia        | 11.00       | 43.50       | 43.50       |             |
| 16        | 7   | Haruna Matsumoto  | Japão          | 40.25       | 9.25        | 40.25       |             |
| 17        | 20  | Lee Na-yoon       | Coreia do Sul  | 8.50        | 23.25       | 23.25       |             |
| 18        | 16  | Emily Arthur      | Austrália      | 9.25        | 3.50        | 9.25        |             |
| 19        | 13  | Leilani Ettel     | Alemanha       | 3.50        | DNS         | 3.50        |             |
| —         | 17  | Fu Xinya          | China          | Não começou | Não começou | Não começou | Não começou |

### Final
A final foi iniciada às 19:00.do dia 8 de fevereiro 
| Colocação         | Bib | Nome              | Nacionalidade  | Descida 1 | Descida 2 | Descida 3 | Melhor | Notas |
| ----------------- | --- | ----------------- | -------------- | --------- | --------- | --------- | ------ | ----- |
| Medalha de ouro   | 8   | Chloe Kim         | Estados Unidos | 93.50     | 37.25     | 24.75     | 93.50  |       |
| Medalha de prata  | 6   | Cai Xuetong       | China          | 84.00     | 43.50     | 52.25     | 84.00  |       |
| Medalha de bronze | 4   | Maddie Mastro     | Estados Unidos | 77.00     | 25.75     | 82.00     | 82.00  |       |
| 4                 | 3   | Queralt Castellet | Espanha        | 35.25     | 21.50     | 81.00     | 81.00  |       |
| 5                 | 7   | Arielle Gold      | Estados Unidos | 11.75     | 78.50     | 79.00     | 79.00  |       |
| 6                 | 5   | Verena Rohrer     | Suíça          | 74.50     | 75.00     | 68.75     | 75.00  |       |
| 7                 | 2   | Kurumi Imai       | Japão          | 71.25     | 10.50     | 74.50     | 74.50  |       |
| 8                 | 1   | Elizabeth Hosking | Canadá         | 60.25     | 22.75     | 9.75      | 60.25  |       |

Legenda
| Recorde mundial       | Recorde mundial (World record)               |                       | Recorde africano                      | Recorde africano (African) |                                           | Q | Classificado por posição (Qualified) |
| Recorde do campeonato | Recorde do campeonato (Championship record)  | Recorde da América    | Recorde da América (Americas)         | q                          | Classificado por melhor tempo (Qualified) |   |                                      |
| Melhor marca do ano   | Melhor marca do ano (World leading)          | Recorde asiático      | Recorde asiático (Asian)              | DNS                        | Não largou (Did not start)                |   |                                      |
| Recorde nacional      | Recorde nacional (National record)           | Recorde europeu       | Recorde europeu (European)            | DNF                        | Não terminou (Did not finish)             |   |                                      |
| Recorde pessoal       | Recorde pessoal do atleta (Personal best)    | Recorde da Oceania    | Recorde da Oceania (Oceania)          | DSQ / DQ                   | Desclassificado (Disqualified)            |   |                                      |
| Recorde da temporada  | Recorde da temporada do atleta (Season best) | Recorde sul-americano | Recorde sul-americano (South America) | NM                         | Sem marca (No mark)                       |   |                                      |